# OPS
OPS(오피에스)는 On base Plus Slugging의 약자이며 말 그대로 출루율과 장타율의 합이다. 이 지표는 최근 높아진 야구팬 수준과 함께 널리 이용되는 타격 지표이며 일반 타율과 홈런 등 기존의 지표를 중시 여기던 사람들도 쉽게 받아들일수 있다는 면에서 세이버매트릭스가 만든 최고의 지표라고 생각된다.

## 장점
세이버매트리션들이 오랜 연구끝에 얻어낸 결과는 야구의 결과에 가장 중요한건 득실점이라는 것이다. 이 중 득점과 가장 연관된 부분이 ‘얼마나 자주 루상에 나가느냐’ 와 ‘얼마나 많은 루를 나가느냐’ 인데 이 중 단 한가지만 나타낼수 있는 출루율이나 장타율과 달리 OPS는 두개를 한꺼번에 보여줄수 있다는 면에서 득점과 가장 밀접한 지표라고 볼 수 있다.

## 비판
하지만 출루율이 장타율보다 중요한게 밝혀졌는데 이 부분을 조정을 할 수 없는 것이 단점이다. 가령 실제 출루율이 .400이고 장타율이 .450인 타자는 출루율 .300 장타율 .550인 타자보다 득점생산성이 뛰어난데 두 타자의 OPS는 실제로 .850으로 같다. 이런 문제점을 해결하기 위해 과거 기록을 바탕으로 출루율과 장타율중 얼마나 득점과 밀접한가를 도출한 후 보정하여 WOBA 같은 지표도 만들어졌다.
또 하나의 문제점은 시대를 보정할 수 없는 것이다. 연구 결과 단순히 잘하는 게 아니라 상대적으로 잘하는 것이 팀승리에 더욱 보탬이 된다는 게 밝혀졌다. 예컨데 평균 OPS가 .750인 리그에서 OPS .700을 기록한 타자보다 평균 OPS .775에서 OPS .700을 기록한 타자가 승리기여도가 더 낮은데 OPS 자체만으론 보정이 되지 않는다. 다른 시대의 타자들 간의 기록을 비교가 안 된다는 OPS의 단점을 보완하기 위해 조정OPS가 만들어졌다.

## 같이 보기
- 세이버매트릭스
- 출루율
- 장타율